# Hipólito y Evita
Hipólito y Evita es una película argentina estrenada el 30 de agosto de 1973 y dirigida por Orestes A. Trucco sobre el guion de Salvador Valverde Calvo. También conocida como Cuando el amor llega, estuvo protagonizada por Raúl Taibo, Amalia Scaliter, Gilda Lousek y Ricardo Bauleo. Fue filmada en la ciudad de General Rodríguez.

## Sinopsis
La comedia está basada en la historia de Romeo y Julieta. Las familias de los amantes se hallan en conflicto entre sí a causa de sus diferentes orígenes sociopolíticos, los aristócratas de su pro-Hipólito Yrigoyen el y de ella la clase obrera Eva Perón. La película se basa en una historia de amor muy particular. En Argentina hay dos partidos políticos principales: La UCR, cuyo líder fue Hipólito Yrigoyen, y el Partido Justicialista, donde una de sus líderes históricas fue Evita Perón. En la historia hay dos familias, una radical y otra peronista, enfrentadas por la política. En la familia radical uno de sus miembros se llama Hipólito en honor a su líder. Y en la familia peronista, una de sus miembros se llama Evita, también en honor a su líder. Hipólito y Evita se enamoran y comenzarán una relación amorosa intercalando situaciones cómicas.

## Elenco
- Raúl Taibo como Hipólito "Polo" Montero.
- Amalia Scaliter como Evita.
- Gilda Lousek como Martina.
- Ricardo Bauleo
- Ubaldo Martínez como el Abuelo de Evita.
- Guillermo Battaglia
- Julio De Grazia
- Víctor Bó
- Ricardo Passano
- Francisco de Paula como Enzo, el padre de Evita.
- José Luis Mazza
- Tony Vilas
- Delfy de Ortega como Lucía.
- Nelly Panizza como La madre de Hipólito.
- César Bertrand
- Sabina Olmos como Celestina, la abuela de Evita.